# Arthur Hailey
Arthur Hailey, född 5 april 1920 i Luton i Bedfordshire, död 24 november 2004 på Bahamas, var en brittisk-kanadensisk författare.
Under andra världskriget var Arthur Hailey pilot i RAF. Efter kriget emigrerade han till Kanada och var både brittisk och kanadensisk medborgare. Han bosatte sig sedermera på Bahamas. 
Bland hans mest kända romaner märks Hotel (1965; 'Hotellet'), Airport (1968; 'Flygplatsen'),  Strong Medicine (1984; 'Stark medicin') och The Moneychangers (1975; 'Banken'). Flera av hans romaner har blivit TV-serier eller filmer.